# Медијска информација
Под медијском информацијом разуме се информација или скуп информација које представљају чињенице о јавном догађају, жанровски и методски обрађене у институцијама медија од стране медијских професионалаца и десеминоване путем јавних медијских канала.
Институције медија или медијско предузеће је друшвена организација са статусом правног лица, које се оснива у медијском систему, чија је основна делатност континуирана припрема, продукција и дисеминација визуелних, аудитивних и аудиовизуелних садржаја подсредством различитих медија.
Медијски професионалци су сви они који учествују у прикупљању, селектовању и обради информација јавног догађаја:новинари-репортери, уредници, сниматељи, монтажери, продуценти, менаџери у медијима. 
Одредница јавни (јавни догађај) има значење намењености великом броју појединаца, али одређује начин емитовања информације. Критериј за одређивање квалитета медијске информације усмерени на утврђивање мере примене принципа истинитости, тачности, објективности, актуелности, али и занимљивости, оригиналности, атрактивности. 
Медијска информација је одређена важношћу чињеница које садржи, што су чињенице значајније за ширу јавност, то имају већу вероватноћу да постану предмет медијске обраде и емитовања.
За медијасферу, информација је форма извештавања којом се успостављају и одржавају односи с јавношћу и друштвом као целином.
Фактори који детерминишу њен опсег, трајање и форму и медиј емитовања, могу битно да одреде њену форму и медиј емитовања, њену структуру и позицију у медијској агенди, која се подудара са друштвеном пажњом.

## Фактори
1. Фактор актуелности;
2. Фактор важности;
3. Фактор близине; културна и политичка близина;
4. Фактор идентификације;
5. Фактор занимљивости;
6. Фактор хумора;
7. Фактор статуса вести у свету; моћ и утицај неке вести;
8. Фактор изнанеђења;
9. Фактор вредности вести; добра или лоша вест.
Фактор актуелности се односи на време емитовања информације у односу на време када је информација настала у контексту неког јавног догађаја. Може се рећи да је ово најзначајнији захтев за медијску продукцију, јер је разлика између времена емитовања и времена настанка догађаја све мања. Нове медијске технологије омогућавају емитовање у времену док ток догађаја траје или непосредно после тога, актуелност је изједначена с временом дешавања догађаја, временска вредност је сасвим близу нули и представља моменталну актуелност.
Фактор важности је потреба да десеминоване информације у медијима задовоље потребу јавности, да чињенице којима је догађај одређен имају јавни значај. Важност се односи на важност у односу на врсту догађаја и на важност унутар сваке врсте догађаја. Прва врста важности дели догађаје на значајне (hard news) и занимљиве (soft news). Друга врста важности је у квалитету и релевантности чињеница које чине суштину догађаја. 
Фактор културне и политичке близине овај фактор се односи на вести о догађајима из непосредне близине, које имају већу шансу да буду примећене, прецизније усмерене и могу да успешније привуку и задрже пажњу одређене јавности. 
Фактор идентификације је препознавање догађаја од стране публике и значи сазнајно вредновати друштвене контексте, друштвене улоге, статусе, друштвене ситуације и слично. Што је већи степен идентификације, препознавања ових елемената у догађају, то је квалитенија пажња публике према њему. 
Фактор занимљивости и фактор хумора нису обавезни елементи у поступку конструкције медијског садржаја, али њихова примена зависи од аутора медијског садржаја.
Фактор изненађења је веома важан фактор у процесу дистрибуције медијског садржаја. Може бити регистрован у такозваним квазидогађајима, као што су конференције за штампу и саопшења за јавност, али чешћа је појава у неочекиваним, ванредним догађајима.
Медијске информације се могу транспоновати- премештање садржаја из једног медијског формата у други: књиге у формат филма, радио-продукције у формат ЦД-а и слично, могу се преструктуирати из једног медијског жанра у други формат- комбиновање техника и метода новинарског писања.